# Colinet (Terre-Neuve-et-Labrador)
Pour les articles homonymes, voir Colinet.
Colinet est une ville incorporée située au nord-ouest de la baie St. Mary's sur l'île de Terre-Neuve dans la province de Terre-Neuve-et-Labrador au Canada. La population y est de 80 habitants.

## Climat
| Mois                                  | jan.       | fév.       | mars      | avril      | mai       | juin      | jui.      | août      | sep.    | oct.      | nov.       | déc.       | année          |
| ------------------------------------- | ---------- | ---------- | --------- | ---------- | --------- | --------- | --------- | --------- | ------- | --------- | ---------- | ---------- | -------------- |
| Température minimale moyenne (°C)     | −7,9       | −8,7       | −5,4      | −1,2       | 1,9       | 5,9       | 10,3      | 11,3      | 7,6     | 3,6       | 0,1        | −4,8       | 1,1            |
| Température moyenne (°C)              | −3,8       | −4,4       | −1,5      | 2,5        | 6,2       | 10        | 14,3      | 15,2      | 11,8    | 7,5       | 3,6        | −1,1       | 5              |
| Température maximale moyenne (°C)     | 0,2        | −0,2       | 2,2       | 6,2        | 10,5      | 14,2      | 18,3      | 19,1      | 16,1    | 11,4      | 7,1        | 2,5        | 9              |
| Record de froid (°C) date du record   | −25,6 1970 | −28,9 1975 | −26 1985  | −13,9 1978 | −7,8 1972 | −4,4 1956 | −1,1 1952 | −1,1 1968 | −5 1939 | −10 1984  | −14,4 1938 | −24,4 1972 | −28,9 3/2/1975 |
| Record de chaleur (°C) date du record | 15 1952    | 15,6 1954  | 16,7 1976 | 21 1986    | 23 1986   | 27,8 1947 | 29,4 1947 | 28,9 1944 | 28 1989 | 23,5 1990 | 18 1989    | 16,7 1969  | 29,4 23/7/1947 |
| Précipitations (mm)                   | 83,7       | 71,6       | 74,7      | 80,8       | 94,2      | 118,5     | 102,4     | 128,4     | 119,4   | 136,3     | 126,4      | 121,5      | 1 391          |
| dont neige (cm)                       | 46,7       | 41,6       | 30,3      | 11,6       | 2,6       | 0,2       | 0         | 0         | 0       | 0,6       | 6,1        | 26         | 165,7          |
| Nombre de jours avec précipitations   | 13         | 11         | 11        | 10         | 11        | 11        | 10        | 11        | 11      | 13        | 12         | 12         | 135            |
| Nombre de jours avec neige            | 8          | 7          | 5         | 2          | 0         | 0         | 0         | 0         | 0       | 0         | 1          | 4          | 28             |

| Diagramme climatique                                  |              |             |             |             |              |               |               |              |              |             |              |
| J                                                     | F            | M           | A           | M           | J            | J             | A             | S            | O            | N           | D            |
| 0,2−7,983,7                                           | −0,2−8,771,6 | 2,2−5,474,7 | 6,2−1,280,8 | 10,51,994,2 | 14,25,9118,5 | 18,310,3102,4 | 19,111,3128,4 | 16,17,6119,4 | 11,43,6136,3 | 7,10,1126,4 | 2,5−4,8121,5 |
| Moyennes : • Temp. maxi et mini °C • Précipitation mm |              |             |             |             |              |               |               |              |              |             |              |

## Annexe